# Ralsko (kulle)
Ralsko är en kulle i Tjeckien. Den ligger i regionen Liberec, i den norra delen av landet, 70 km norr om huvudstaden Prag. Toppen på Ralsko är 696 meter över havet, eller 404 meter över den omgivande terrängen. Bredden vid basen är 3,3 km. Arean är 170 kvadratkilometer.
Terrängen runt Ralsko är huvudsakligen platt, men den allra närmaste omgivningen är kuperad.Runt Ralsko är det glesbefolkat, med 8 invånare per kvadratkilometer. Närmaste större samhälle är Česká Lípa, 16,1 km väster om Ralsko. I omgivningarna runt Ralsko växer i huvudsak blandskog.